# Florida
Florida (angleško [flórida], špansko [florída]) je najjužnejša zvezna država na vzhodni obali ZDA. Večji del države leži na polotoku Florida.  Znana je po vzdevku »Sončna država«.

## Etimologija
Ker naj bi jo španski konkvistadorji odkrili v času Velike noči, na Cvetno nedeljo, na katero imajo v Španiji praznovanje Pasqua Florida, so novoodkrito ozemlje poimenovali Florida, kar je španski pridevnik, ki pomeni cvetličen.

## Zgodovina
Leta 1513 je Florido odkril Ponce de Leon, prvo naselbino, ustanovljeno 1565, pa so poimenovali Saint Augustine.
Florida pod špansko upravo je do leta 1763 obsegala večji del Teksaškega zaliva in velik del obalnega območja južnega Atlanika. Po obdobju britanske vladavine med 1763-1783 je bila spet vrnjena Španiji in je imela težavne odnose z Združenimi državami, dokler je niso le-te kupile od Španije, za pet milijonov dolarjev, po Adams-Onísovem sporazumu, ki je bil sklenjen 22. februarja 1819.

10. julija 1821 je bila Florida priključena k ZDA. 27. zvezna država ZDA je Florida postala 3. marca 1845.

## Razno
Ameriška poštna kratica za Florido je FL.
Po tej zvezni državi so imenovali šest ladij Vojne mornarice Združenih držav Amerike USS Florida. Prva izmed njih je bila korveta, ki je služila med letoma 1824 in 1831.